# Lake Curlip
Der Lake Curlip ist ein natürlicher See am Unterlauf des Brodribb River im östlichen Gippsland im Osten des australischen Bundesstaates Victoria. Die Ufergebiete sind Sumpfland. Der See liegt unweit des Ästuars des Snowy River und füllt sich daher gelegentlich mit Brackwasser.
In den See 10 km südöstlich von Orbost fließt neben dem Brodribb River auch der Fat Cow Creek, ein Nebenfluss. Nachdem der Brodribb River den Lake Curlip verlassen hat, mündet er wenige Kilometer weiter westlich in den Snowy River.